# Зивертс, Мартиньш
Ма́ртиньш Зи́вертс (латыш. Mārtiņš Zīverts; 5 января 1903, Гренцгоф, Добленский уезд, Курляндская губерния, Российская империя — 4 октября 1990, Стокгольм, Швеция) — латышский прозаик и драматург.

## Биография
По окончании Елгавской гимназии поступил на факультет философии и литературы Римского университета, однако из-за бедности и заболевания туберкулёзом оставил учёбу и вернулся в Елгаву. Работал в Елгавской газете, затем — в Рижском техническом институте.
Изучал философию и литературу в Латвийском университете.
С 1938 работал драматургом в Национальном театре, а с 1940 — в Художественном театре. Писал пьесы.
В 1944 году эмигрировал в Швецию. Был рабочим, но продолжал писать. Являлся председателем Латвийского ПЕН-клуба.
Умер в Стокгольме в 1990 году. Урна с его прахом захоронена на Лесном кладбище в Риге.

## Творчество
Автор более 40 пьес в нескольких жанрах. Творил под влиянием K. Гамсуна, Ф. Достоевского, Ф. Шиллера, Шекспира, Ибсена.
В своих работах анализировал человеческую психику, этические и социальные вопросы. Также его интересовал философский аспект проблемы власти.

## Избранные произведения
- «Тирельские болота», 1936
- «Шут», 1938
- «Китайская ваза», 1940
- «Свадьба Мюнхгаузена», 1941
- «Деньги», 1943
- «Власть», 1944
- «Цензура», 1951 — драма о жизни латвийских эмигрантов
- «Тотем», 1971
- Пьесы, 1988
- Камерные пьесы, 1989
- «Зеленый кувшин»